# 亚历山德罗·博沃
亚历山德罗·博沃（義大利語：Alessandro Bovo，1969年1月1日—），意大利水球运动员。他曾代表意大利参加1992年和1996年夏季奥林匹克运动会水球比赛，其中1992年奥运会获得金牌，1996年奥运会获得铜牌。